# The Pains of Being Pure at Heart
The Pains of Being Pure at Heart es un grupo estadounidense proveniente de Brooklyn, Nueva York de indie pop. En sus inicios, su sonido fue deudor de varios subestilos de la música pop independiente que tuvieron su origen en la época que va de mediados de los ochenta hasta principios de los 90 (shoegazing, dream pop, noise pop, twee pop, etc). Según ellos mismos reconocen, entre sus influencias se cuentan grupos como The Pastels, My Bloody Valentine, The Jesus and Mary Chain, Teenage Fanclub o Ride. También se les ha comparado con las bandas de la hornada C86. Sin embargo, a partir de la publicación de su tercer disco, estas influencias se diluyen y pasan a ejecutar un sonido más convencional.
La banda comenzó su andadura con cinco miembros: Kip Berman (guitarra y voz principal), Christoph Hochheim (guitarra), Alex Naidus (bajo), Peggy Wang (teclados y voz secundaria) y Kurt Feldman (batería). Inicialmente, el grupo lo componían Alex, Kip y Peggy y utilizaban una caja de ritmos pero enseguida se dieron cuenta de la necesidad de incorporar un batería y Kurt se unió al grupo. Posteriormente y ya apareciendo como miembro oficial en el segundo álbum, se unió a la formación Christoph Hochheim como guitarrista.
Pero fue con la publicación del tercer disco, Days of abandon y por circunstancias no demasiado aclaradas, que la formación sufrió una importante remodelación perdiendo a importantes miembros como Peggy, Alex y Kurt y añadiendo nuevos músicos, quedando Kip como el núcleo de la banda.
El primer disco de la formación se caracteriza por un sonido crudo, en el que conviven las influencias anteriormente comentadas, mientras que en Belong el sonido se vuelve más pulido y más accesible, seguramente gracias a las labores de Flood como productor y de Alan Moulder en las mezclas.
Para la publicación del tercer disco Days of abandon y coincidiendo con importantes cambios en la composición del grupo, el sonido del grupo también cambia su sonido radicalmente perdiendo todas las influencias shoegazer de antaño.

## Miembros
- Kip Berman, voz, guitarra y teclados.
- Christoph Hochheim, guitarra.
- Jacob Sloan, bajo.
- Jessica Weiss, teclados.
- Elspeth Vance, voces.
- Anton Hochheim, batería.

## Antiguos miembros
- Peggy Wang-East, teclado y voz.
- Christoph Hochheim, guitarra.
- Alex Naidus, bajo.
- Kurt Feldman, batería.

## Discografía

### Álbumes
- Days of Abandon (Yebo music - 2014)
- Belong (Slumberland / [PIAS] - 2011).
- The Pains of Being Pure at Heart (Slumberland/Fortuna Pop - 2009).

### EP
- Acid reflex, EP (Play it again Sam - 2012).
- Higher than the Stars, EP (Slumberland - Fortuna Pop - 2009).[2]
- The Pains of Being Pure at Heart, EP (Atomic Beat - 2008).

### Sencillos
- Belong, 7″ (Slumberland + Fortuna Pop - 2011).
- Heart in your heartbreak, 7″ (Slumberland + Fortuna Pop - 2010).
- Say No to Love, 7″ (Slumberland + Fortuna Pop - 2010).
- Come Saturday, 7″ (Slumberland - Fortuna Pop - 2009).
- Young Adult Friction, 7″ (Slumberland - Fortuna Pop - 2009).
- Everything With You, 7″ (Slumberland - Fortuna Pop - 2008).
- Searching for the Now Vol. 4, split 7″ (Slumberland - 2008).
- The Pains of Being Pure at Heart + The Parallelograms split, 7″ (Atomic Beat - 2008).
- This Love is Fucking Right!, 3″ CD-r (Cloudberry 13).